# Championnats du monde de course en montagne longue distance 2019
Navigation
2018 2022
Les Championnats du monde de course en montagne longue distance 2019 sont une compétition de course en montagne qui se déroule le 16 novembre 2019 à Villa La Angostura en Patagonie argentine dans le cadre du K42 Adventure Marathon. Il s'agit de la seizième édition de l'épreuve qui est organisée conjointement avec les championnats du monde de course en montagne 2019 se déroulant la veille.

## Résultats
Sur le parcours de 41,5 km et 2 184 m de dénivelé, un trio se détache rapidement en tête, mené par Jim Walmsley et suivi par Francesco Puppi et Hayden Hawks. Ce dernier ne tient pas le rythme et la troisième place se joue alors entre Jonathan Albon et Oriol Cardona Coll. Jim remporte la victoire avec Francesco sur ses talons, tandis qu'Oriol décroche finalement la troisième marche du podium. L'Espagne s'impose au classement par équipes devant les États-Unis et l'Italie.
La course féminine est menée dans un premier temps par les Françaises Blandine L'Hirondel et Adeline Roche. La grande favorite, Maude Mathys, abandonne après une dizaine de kilomètres. Adeline prend le meilleur sur Blandine à mi-course mais elles se font surprendre par la Roumaine Cristina Simion qui effectue une excellente remontée puis s'empare de la tête pour remporter la victoire avec 2 minutes d'avance. Avec deux athlètes sur le podium, la France remporte le classement par équipes et devance l'Espagne et la Roumanie.

### Individuel
| Rang               | Athlète                | Pays        | Temps           |
| ------------------ | ---------------------- | ----------- | --------------- |
| Médaille d'or      | Jim Walmsley           | États-Unis  | 3 h 12 min 16 s |
| Médaille d'argent  | Francesco Puppi        | Italie      | 3 h 13 min 4 s  |
| Médaille de bronze | Oriol Cardona Coll     | Espagne     | 3 h 20 min 24 s |
| 4                  | Jonathan Albon         | Royaume-Uni | 3 h 22 min 10 s |
| 5                  | Andreu Simon           | Espagne     | 3 h 25 min 0 s  |
| 6                  | Hayden Hawks           | États-Unis  | 3 h 26 min 5 s  |
| 7                  | Antonio Martínez Pérez | Espagne     | 3 h 27 min 32 s |
| 8                  | Gabriele Bacchion      | Italie      | 3 h 28 min 18 s |
| 9                  | Nicolas Martin         | France      | 3 h 28 min 38 s |
| 10                 | David Sinclair         | États-Unis  | 3 h 29 min 14 s |

| Rang               | Athlète             | Pays        | Temps           |
| ------------------ | ------------------- | ----------- | --------------- |
| Médaille d'or      | Cristina Simion     | Roumanie    | 3 h 49 min 57 s |
| Médaille d'argent  | Adeline Roche       | France      | 3 h 51 min 56 s |
| Médaille de bronze | Blandine L'Hirondel | France      | 3 h 52 min 7 s  |
| 4                  | Silvia Rampazzo     | Italie      | 3 h 56 min 2 s  |
| 5                  | Sheila Avilés       | Espagne     | 3 h 56 min 19 s |
| 6                  | Ainhoa Sanz         | Espagne     | 3 h 57 min 4 s  |
| 7                  | Charlotte Morgan    | Royaume-Uni | 3 h 58 min 54 s |
| 8                  | Denisa Dragomir     | Roumanie    | 3 h 59 min 27 s |
| 9                  | Elisabet Gordon     | Espagne     | 4 h 1 min 5 s   |
| 10                 | Emily Schmitz       | États-Unis  | 4 h 1 min 30 s  |

### Équipes
| Rang               | Pays                                                           | Points |
| ------------------ | -------------------------------------------------------------- | ------ |
| Médaille d'or      | Espagne Oriol Cardona Coll Andreu Simon Antonio Martínez Pérez | 15     |
| Médaille d'argent  | États-Unis Jim Walmsley Hayden Hawks David Sinclair            | 17     |
| Médaille de bronze | Italie Francesco Puppi Gabriele Bacchion Luca Cagnati          | 27     |

| Rang               | Pays                                                            | Points |
| ------------------ | --------------------------------------------------------------- | ------ |
| Médaille d'or      | France Adeline Roche Blandine L'Hirondel Sarah Vieuille         | 17     |
| Médaille d'argent  | Espagne Sheila Avilés Ainhoa Sanz Elisabet Gordon               | 20     |
| Médaille de bronze | Roumanie Cristina Simion Denisa Dragomir Monica Mădălina Florea | 27     |